# Karnataka (album)
Karnataka is het debuutalbum van de gelijknamige muziekgroep. Het album is opgenomen in de privé-geluidsstudio van Ian Jones (The Musical Box) in Swansea, Wales, thuisbasis van de band. Het was een wat twijfelachtige start, de progressieve rock maakte een moeilijke tijd door en men kon eigenlijk alleen maar albums uitgeven op eigen platenlabels. Dat gebeurde ook bij Karnataka. Desondanks deed de mond-tot-mond reclame zijn werk, zodat de band genoeg geld bijeen kon sprokkelen voor een tweede album. Dit mede door dat de Classic Rock Society de band hielp aan een aantal concerten waaronder in het voorprogramma van Re-Genesis, een band die Genesis-muziek heruitvoert. Die Classic Rock Society deed toen ook (nog) promotiewerk voor Mostly Autumn, vandaar dat de bands in het begin van hun loopbaan elkaar regelmatig tegenkwamen en met elkaar vergeleken werden. Dat betrof dan het gitaarwerk (Davies speelt als Bryan Josh) en zang (Rachel Jones als Heather Findlay).  
Overigens was de band in eerste instantie niet van plan het album uit te brengen, maar het voor zichzelf te houden, mede door een wat zwakke productie. Er kwam echter voldoende vraag, het album verscheen en het was vlak daarna moeilijk verkrijgbaar, men had hun eigen populariteit onderschat.

## Musici
- Rachel Jones – zang (en hoesfoto)
- Ian Jones – basgitaar, gitaarsynthesizer
- Jonathan Edwards – toetsinstrumenten
- Paul Davies – gitaar
- Gavin John Griffiths – slagwerk

met
- Steve Simmons – saxofoon

## Muziek
Allen door Jones, Edwards, Jones behalve 2, 4 en 7 door Jones, Jones; alle teksten van Rachel Jones

| Nr. | Titel               | Duur |
| --- | ------------------- | ---- |
| 1.  | Must be the devil   | 7:05 |
| 2.  | Tell me why         | 4:46 |
| 3.  | Crazy               | 6:26 |
| 4.  | Until next time     | 7:50 |
| 5.  | The woman in me     | 4:50 |
| 6.  | There must be a way | 7:18 |
| 7.  | Closer              | 4:17 |
| 8.  | Run to you          | 7:49 |